# Ейб Сегал
Ейб Сегал (англ. Abe Segal; 23 жовтня 1930 — 4 квітня 2016) — колишній південноафриканський тенісист.
Найвищим досягненням на турнірах Великого шолома були фінали в парному розряді.

## Фінали турнірів Великого шолома

### Парний розряд (2 поразки)
| Результат | Рік  | Турнір                               | Покриття | Партнер      | Суперники                   | Рахунок            |
| --------- | ---- | ------------------------------------ | -------- | ------------ | --------------------------- | ------------------ |
| Поразка   | 1958 | Відкритий чемпіонат Франції з тенісу | Ґрунт    | Роберт Гау   | Ешлі Купер Ніл Фрейзер      | 6–3, 6–8, 3–6, 5–7 |
| Поразка   | 1963 | Чемпіонат Франції                    | Ґрунт    | Гордон Форбс | Рой Емерсон Мануель Сантана | 2–6, 4–6, 4–6      |